# Белицковщина
Бели́цковщина (бел. Бялі́цкаўшчына) — деревня в составе Добринёвского сельсовета Дзержинского района Минской области Беларуси. Деревня расположена в 30 километрах от Дзержинска, 33 километрах от Минска и 18 километрах от железнодорожной станции Фаниполь.

## История
В конце XVIII века образована как деревня в Минском повете Минского воеводства ВКЛ, владение Радзивиллов. После второго раздела Речи Посполитой (1793 год) в составе Российской империи. В 1800 году — 12 дворов, 68 жителей, собственность князя Доминика Радивила, в Минском уезде. В конце XIX век—начале XX века деревня находилась в составе Самохваловичской волости Минского уезда Минской губернии. В 1897 году, по данным первой всероссийской переписи в деревне — 14 дворов, 88 жителей, в 1917 году — 20 дворов, 112 жителей. 
С 20 августа 1924 года в составе Рубилковского сельсовета (который с 23 марта 1932 года по 14 мая 1936 года являлся национальным польским сельсоветом)  Самохваловичского района, с 18 января 1931 года в составе Койдановского района Минского округа. 15 марта 1932 года Койдановский район преобразован в Койдановский польский национальный район, который 26 июня был переименован в Дзержинский.  31 июля 1937 года Дзержинский национальный полрайон был упразднён, Белицковщина перешла в состав Минского района Минского округа, с 20 февраля 1938 года — в составе Минской области. 4 февраля 1939 года Дзержинский район был восстановлен. В 1926 году, по данным первой всесоюзной переписи в деревне проживали 114 жителей, насчитывалось 24 двора. В годы коллективизации в деревне был организован колхоз «Коммунар», действовала кузница и начальная школа.
В Великую Отечественную войну с 28 июня 1941 года до 7 июля 1944 года под немецко-фашистской оккупацией. Во время войны на фронте погибли 4 жителя деревни. В 1960 году — 81 житель, в 1991 году — 21 хозяйство, 57 жителей; входила в колхоз «Правда». По состоянию на 2009 год в составе ОАО «Правда-Агро» (центр — д. Боровики). 28 мая 2013 года деревня была передана из состава упразднённого Рубилковского сельсовета в Добринёвский сельсовет.

## Население
| Численность населения (по годам) | Численность населения (по годам) | Численность населения (по годам) | Численность населения (по годам) | Численность населения (по годам) | Численность населения (по годам) | Численность населения (по годам) | Численность населения (по годам) |
| 1800                             | 1897                             | 1909                             | 1917                             | 1926                             | 1960                             | 1991                             | 1999                             |
| -------------------------------- | -------------------------------- | -------------------------------- | -------------------------------- | -------------------------------- | -------------------------------- | -------------------------------- | -------------------------------- |
| 68                               | ↗88                              | ↘81                              | ↗112                             | ↗114                             | ↘81                              | ↘57                              | ↘47                              |
| 2004                             | 2010                             | 2017                             | 2018                             | 2020                             | 2022                             |                                  |                                  |
| ↘34                              | ↗36                              | ↘18                              | ↘16                              | ↘15                              | ↗19                              |                                  |                                  |